# Descanso magnus
Descanso magnus är en spindelart som beskrevs av Bryant 1943. Descanso magnus ingår i släktet Descanso och familjen hoppspindlar. Inga underarter finns listade i Catalogue of Life.